# Janet Healy

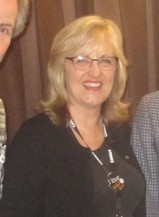
Janet Healy beim Festival d’Animation Annecy 2015

Janet Healy (* 20. Jahrhundert) ist eine US-amerikanische Filmproduzentin.

## Leben
Janet Healy war in den 1970er Jahren zunächst als Produktionsassistentin aktiv. Ab Ende der 1980er Jahre war sie dann Visual-Effect-Produzentin, so wirkte sie bei Ghostbusters II, Terminator 2 – Tag der Abrechnung und Jurassic Park mit. Seit Große Haie – Kleine Fische (2004) ist sie nur noch als Produzentin im Bereich des Computeranimationsfilms tätig. Seit dem Beginn 2007 arbeitet sie für Illumination Entertainment zusammen mit dem Gründer Chris Meledandri.

## Filmografie (Auswahl)
- 2004: Große Haie – Kleine Fische (Shark Tale)
- 2010: Ich – Einfach unverbesserlich (Despicable Me)
- 2012: Der Lorax (Dr. Seuss’ The Lorax)
- 2013: Ich – Einfach unverbesserlich 2 (Despicable Me 2)
- 2015: Minions
- 2016: Pets (The Secret Life of Pets)
- 2016: Sing
- 2017: Ich – Einfach unverbesserlich 3 (Despicable Me 3)
- 2018: Der Grinch (The Grinch)
- 2019: Pets 2 (The Secret Life of Pets 2)
- 2021: Sing – Die Show deines Lebens (Sing 2)